# Isotopen van lawrencium
Het chemisch element lawrencium (Lr), met een atoommassa van ongeveer 262 u, heeft geen stabiele isotopen en wordt dus geclassificeerd als radioactief element. De 11 radio-isotopen zijn instabiel en hebben een relatief korte halfwaardetijd (de meeste minder dan een seconde).
In de natuur komt geen lawrencium voor: alle isotopen zijn synthetisch bereid in een laboratorium. De eerste synthetische isotoop was 258Lr, in 1961.
De kortstlevende isotoop van lawrencium is 252Lr, met een halfwaardetijd van ongeveer 390 microseconden. De langstlevende is 262Lr, met een halfwaardetijd van 216 minuten.

## Overzicht
| Nuclide | Z (p)             | N (n)             | Isotopische massa (u) | Halveringstijd | Radioactief verval                                                                    | Kernspin |
| Nuclide | Excitatie-energie | Excitatie-energie | Excitatie-energie     | Halveringstijd | Radioactief verval                                                                    | Kernspin |
| ------- | ----------------- | ----------------- | --------------------- | -------------- | ------------------------------------------------------------------------------------- | -------- |
| 252Lr   | 103               | 149               | 252,09537(27)         | 390(90) ms     | {\displaystyle {\ce {{^{252}_{103}Lr}->{^{248}_{101}Md}+\,_{2}^{4}\alpha }}} (90%)    |          |
| 252Lr   | 103               | 149               | 252,09537(27)         | 390(90) ms     | {\displaystyle {\ce {{^{252}_{103}Lr}->{^{252}_{102}No}+{e^{+}}+{\nu }_{e}}}} (10%)   |          |
| 252Lr   | 103               | 149               | 252,09537(27)         | 390(90) ms     | SS (1%)                                                                               |          |
| 253Lr   | 103               | 150               | 253,09521(24)         | 580(70) ms     | {\displaystyle {\ce {{^{253}_{103}Lr}->{^{249}_{101}Md}+\,_{2}^{4}\alpha }}} (90%)    | (7/2−)   |
| 253Lr   | 103               | 150               | 253,09521(24)         | 580(70) ms     | SS (9%)                                                                               | (7/2−)   |
| 253Lr   | 103               | 150               | 253,09521(24)         | 580(70) ms     | {\displaystyle {\ce {{^{253}_{103}Lr}->{^{253}_{102}No}+{e^{+}}+{\nu }_{e}}}} (1%)    | (7/2−)   |
| 253mLr  | 30(100) keV       | 30(100) keV       | 30(100) keV           | 1,5(3) s       |                                                                                       | (1/2−)   |
| 254Lr   | 103               | 151               | 254,09645(36)         | 13(3) s        | {\displaystyle {\ce {{^{254}_{103}Lr}->{^{250}_{101}Md}+\,_{2}^{4}\alpha }}} (78%)    |          |
| 254Lr   | 103               | 151               | 254,09645(36)         | 13(3) s        | {\displaystyle {\ce {{^{254}_{103}Lr}->{^{254}_{102}No}+{e^{+}}+{\nu }_{e}}}} (22%)   |          |
| 254Lr   | 103               | 151               | 254,09645(36)         | 13(3) s        | SS (0,1%)                                                                             |          |
| 255Lr   | 103               | 152               | 255,09668(22)         | 22(4) s        | {\displaystyle {\ce {{^{255}_{103}Lr}->{^{251}_{101}Md}+\,_{2}^{4}\alpha }}} (69%)    | 7/2−     |
| 255Lr   | 103               | 152               | 255,09668(22)         | 22(4) s        | {\displaystyle {\ce {{^{255}_{103}Lr}->{^{255}_{102}No}+{e^{+}}+{\nu }_{e}}}} (30%)   | 7/2−     |
| 255Lr   | 103               | 152               | 255,09668(22)         | 22(4) s        | SS (1%)                                                                               | 7/2−     |
| 256Lr   | 103               | 153               | 256,09863(24)         | 27(3) s        | {\displaystyle {\ce {{^{256}_{103}Lr}->{^{252}_{101}Md}+\,_{2}^{4}\alpha }}} (80%)    |          |
| 256Lr   | 103               | 153               | 256,09863(24)         | 27(3) s        | {\displaystyle {\ce {{^{256}_{103}Lr}->{^{256}_{102}No}+{e^{+}}+{\nu }_{e}}}} (20%)   |          |
| 256Lr   | 103               | 153               | 256,09863(24)         | 27(3) s        | SS (0,01%)                                                                            |          |
| 257Lr   | 103               | 154               | 257,09956(22)         | 646(25) ms     | {\displaystyle {\ce {{^{257}_{103}Lr}->{^{253}_{101}Md}+\,_{2}^{4}\alpha }}} (99,99%) | 9/2+     |
| 257Lr   | 103               | 154               | 257,09956(22)         | 646(25) ms     | {\displaystyle {\ce {{^{257}_{103}Lr}->{^{257}_{102}No}+{e^{+}}+{\nu }_{e}}}} (0,01%) | 9/2+     |
| 257Lr   | 103               | 154               | 257,09956(22)         | 646(25) ms     | SS (0,001%)                                                                           | 9/2+     |
| 258Lr   | 103               | 155               | 258,10181(11)         | 4,1(3) s       | {\displaystyle {\ce {{^{258}_{103}Lr}->{^{254}_{101}Md}+\,_{2}^{4}\alpha }}} (95%)    |          |
| 258Lr   | 103               | 155               | 258,10181(11)         | 4,1(3) s       | {\displaystyle {\ce {{^{258}_{103}Lr}->{^{258}_{102}No}+{e^{+}}+{\nu }_{e}}}} (5%)    |          |
| 259Lr   | 103               | 156               | 259,10290(8)          | 6,2(3) s       | {\displaystyle {\ce {{^{259}_{103}Lr}->{^{255}_{101}Md}+\,_{2}^{4}\alpha }}} (77%)    | 9/2+     |
| 259Lr   | 103               | 156               | 259,10290(8)          | 6,2(3) s       | SS (23%)                                                                              | 9/2+     |
| 259Lr   | 103               | 156               | 259,10290(8)          | 6,2(3) s       | {\displaystyle {\ce {{^{259}_{103}Lr}->{^{259}_{102}No}+{e^{+}}+{\nu }_{e}}}} (0,5%)  | 9/2+     |
| 260Lr   | 103               | 157               | 260,10550(12)         | 2,7 min        | {\displaystyle {\ce {{^{260}_{103}Lr}->{^{256}_{101}Md}+\,_{2}^{4}\alpha }}} (75%)    |          |
| 260Lr   | 103               | 157               | 260,10550(12)         | 2,7 min        | {\displaystyle {\ce {{^{260}_{103}Lr}->{^{260}_{102}No}+{e^{+}}+{\nu }_{e}}}} (15%)   |          |
| 260Lr   | 103               | 157               | 260,10550(12)         | 2,7 min        | SS (10%)                                                                              |          |
| 261Lr   | 103               | 158               | 261,10688(22)         | 44 min         | SS                                                                                    |          |
| 261Lr   | 103               | 158               | 261,10688(22)         | 44 min         | {\displaystyle {\ce {{^{261}_{103}Lr}->{^{257}_{101}Md}+\,_{2}^{4}\alpha }}} (zelden) |          |
| 262Lr   | 103               | 159               | 262,10963(22)         | 216 min        | {\displaystyle {\ce {{^{262}_{103}Lr}->{^{262}_{102}No}+{e^{+}}+{\nu }_{e}}}}         |          |
| 262Lr   | 103               | 159               | 262,10963(22)         | 216 min        | {\displaystyle {\ce {{^{262}_{103}Lr}->{^{258}_{101}Md}+\,_{2}^{4}\alpha }}} (zelden) |          |

## Overzicht van isotopen per element
|             | 1           |             |                                              |                                              |                                              |                                              |                                              |                                              |                                              |                                              |                                              |                                              |    |    |    |    |    | 18 |
| 1           | H           | 2           | Periodiek systeem                            | Periodiek systeem                            | Periodiek systeem                            | Periodiek systeem                            | Periodiek systeem                            | Periodiek systeem                            | Periodiek systeem                            | Periodiek systeem                            | Periodiek systeem                            | Periodiek systeem                            | 13 | 14 | 15 | 16 | 17 | He |
| 2           | Li          | Be          | De links verwijzen naar isotopen per element | De links verwijzen naar isotopen per element | De links verwijzen naar isotopen per element | De links verwijzen naar isotopen per element | De links verwijzen naar isotopen per element | De links verwijzen naar isotopen per element | De links verwijzen naar isotopen per element | De links verwijzen naar isotopen per element | De links verwijzen naar isotopen per element | De links verwijzen naar isotopen per element | B  | C  | N  | O  | F  | Ne |
| 3           | Na          | Mg          | 3                                            | 4                                            | 5                                            | 6                                            | 7                                            | 8                                            | 9                                            | 10                                           | 11                                           | 12                                           | Al | Si | P  | S  | Cl | Ar |
| 4           | K           | Ca          | Sc                                           | Ti                                           | V                                            | Cr                                           | Mn                                           | Fe                                           | Co                                           | Ni                                           | Cu                                           | Zn                                           | Ga | Ge | As | Se | Br | Kr |
| 5           | Rb          | Sr          | Y                                            | Zr                                           | Nb                                           | Mo                                           | Tc                                           | Ru                                           | Rh                                           | Pd                                           | Ag                                           | Cd                                           | In | Sn | Sb | Te | I  | Xe |
| 6           | Cs          | Ba          | ↓                                            | Hf                                           | Ta                                           | W                                            | Re                                           | Os                                           | Ir                                           | Pt                                           | Au                                           | Hg                                           | Tl | Pb | Bi | Po | At | Rn |
| 7           | Fr          | Ra          | ↓↓                                           | Rf                                           | Db                                           | Sg                                           | Bh                                           | Hs                                           | Mt                                           | Ds                                           | Rg                                           | Cn                                           | Nh | Fl | Mc | Lv | Ts | Og |
|             |             |             |                                              |                                              |                                              |                                              |                                              |                                              |                                              |                                              |                                              |                                              |    |    |    |    |    |    |
| Lanthaniden | Lanthaniden | Lanthaniden | La                                           | Ce                                           | Pr                                           | Nd                                           | Pm                                           | Sm                                           | Eu                                           | Gd                                           | Tb                                           | Dy                                           | Ho | Er | Tm | Yb | Lu |    |
| Actiniden   | Actiniden   | Actiniden   | Ac                                           | Th                                           | Pa                                           | U                                            | Np                                           | Pu                                           | Am                                           | Cm                                           | Bk                                           | Cf                                           | Es | Fm | Md | No | Lr |    |

251Lr · 252Lr · 253Lr · 253mLr · 254Lr · 255Lr · 256Lr · 257Lr · 258Lr · 259Lr · 260Lr · 261Lr · 262Lr · 263Lr · 264Lr · 265Lr · 266Lr